# Хомяков, Алексей Афанасьевич
Алексей Афанасьевич Хомяков (1765—1846) — генерал-майор, участник Наполеоновских войн.

## Биография
Родился в 1765 году, происходил из дворян Московской губернии.
Образование получил в Сухопутном шляхетском кадетском корпусе и 18 февраля 1785 года был выпущен поручиком в Ямбургский карабинерный полк. В 1788—1790 годах Хомяков был в походе против шведов.
В 1794 году Хомяхов был переведён в Казанский кирасирский полк ротмистром и сражался с повстанцами в Польше, Курляндии и Литве.
С 18 февраля 1797 года Хомяков состоял в Провиантском штате с чином майора. 3 апреля 1800 года он вернулся к строевой службе и был зачислен в Оренбургский драгунский полк.
С 29 сентября 1805 года служил полковым командиром в новосформированном Лифляндском драгунском полку и в 1806—1807 годах совершил поход в Восточную Пруссию против французов. 23 ноября 1807 года был награждён золотым оружием с надписью «За храбрость» и 12 декабря того же года получил чин полковника.
В 1808 году Хомяков перевёлся в Молдавскую армию и в 1809—1811 годах участвовал в русско-турецкой войне.
11 апреля 1811 года полковник Хомяков был награждён орденом св. Георгия 4-й степени (№ 1001 по кавалерскому списку Судравского и № 2294 по списку Григоровича — Степанова)
В воздаяние храбрости и мужественных подвигов, явленных в сражении против турок 23 июля пред Шумлою, где, командуя эскадронами, четверократно вел атаку на турецкую кавалерию, которую всякий раз, несмотря на превосходство её сил, опрокидывал и, поражая, преследовал более трех верст, и, наконец, ударив на пехотных янычар, сломил оных, нанося им везде гибель и страх.
В Отечественную войну 1812 года Хомяков был назначен командиром отдельного летучего отряда и сражался с поляками и австрийцами на Волыни под Ковелем и Пинском. В бою под Слонимом ранен сабельным ударом в голову и правое плечо и захвачен австрийцами в плен.
После того как в мае 1813 года Австрия разорвала отношения с Францией Хомяков был отпущен из плена и вернулся в свой полк.
В Заграничных кампаниях 1813—1814 годов Хомяков участвовал во многих сражениях. За сражение у Кацбаха он получил орден св. Владимира 3-й степени. За отличие в Битве народов под Лейпцигом он был награждён орденом св. Анны 2-й степени с алмазами и прусским орденом Pour le Mérite. В 1814 году он находился в сражениях с французами под Бар-сюр-Обом, Суассоном и Арси-сюр-Обом. В сражении при Фер-Шампенуазе получил пулевую рану в правую ногу и штыковую рану в правую руку, однако строя не оставил. 13 марта 1814 года произведён в генерал-майоры. При штурме Парижа 17 марта он вновь был ранен, на этот раз осколком гранаты в голову и ему был назначен «пенсион полного жалования по смерть».
26 июня 1814 года Хомяков был назначен командиром 1-й бригады 1-й конно-егерской дивизии. В 1815 году совершил второй поход во Францию, однако в боевых действиях не находился и принимал участие в генеральном смотре союзных войск под Вертю.
22 мая 1816 года был назначен состоять при начальнике 2-й конно-егерской дивизии, а 10 января 1817 года возглавил 1-ю бригаду 4-й драгунской дивизии.
31 марта 1821 года Хомяков подал в отставку, поскольку раны, полученные им во время войн против Наполеона не позволяли далее нести службу.
Скончался в 1846 году.